# Chrysolina peregrina
Chrysolina peregrina es un coleóptero de la familia Chrysomelidae.
Fue descrita científicamente en 1839 por Herrich-Schaeffer.